# Raimondo Malatesta
Raimondo Malatesta (... – 6 marzo 1492) figlio di Almerico, gli venne insegnata l'Arte Militare da Sigismondo Pandolfo e da Roberto.

Stemma dei Malatesta

Si trovò nella vittoria di Velletri con Roberto e contribuì a rendere vane le trame venete, che tendevano a togliere la signoria di Rimini al figlio di Roberto, Pandolfo IV.
Nel 1490 fu armato cavaliere a Bologna.
Durante la minorità di Pandolfo V, ebbe il comando generale della milizie malatestiane, incarico che tenne fedelmente destando la gelosia del fratello Galeotto, che lo fece uccidere nel 1492.